# Ring Rock
Ring Rock är en kulle i Antarktis. Den ligger i Östantarktis. Australien gör anspråk på området. Toppen på Ring Rock är 28 meter över havet.
Terrängen runt Ring Rock är kuperad söderut, men åt nordost är den platt. Havet är nära Ring Rock norrut. Trakten är glest befolkad. Närmaste befolkade plats är Mawson Station, 8,5 kilometer nordost om Ring Rock. 